# Parque nacional de Kepulauan Togean
El parque nacional de Kepulauan Togean es un parque nacional indonesio, en gran medida marino, que incluye las islas Togian, cerca de la isla de Célebes.